# Sau Sakhi
Le Sau Sakhi écrit aussi Sau Sakhis ou Sau Sakhian est un livre qui donne des instructions de Guru Gobind Singh, le dixième gourou du sikhisme. Sau veut dire: cent; sakhi: histoire; littéralement le titre se traduit par: Le Livre des cent anecdotes. Il est plus prophétique et ésotérique que cela, même si son authenticité n'est pas réellement prouvée. L'auteur se décrit comme un scribe qui a collecté les paroles de Bhai Gurbakhsh Singh plus connu sous le nom de Bhai Ram Kunvar (1672-1761). Cet homme était compté dans la cour de Guru Gobind Singh.
Si le livre raconte, sous la forme d'une narration, la vie du gourou, des erreurs apparaissent clairement. D'autant plus que son premier exemplaire a été trouvé un siècle environ après la mort du gourou. Certains historiens n'hésitent pas à dire qu'il date en fait du milieu du XIXe siècle. Une partie du livre est en prose, une autre en vers. Le Sau Sakhi se veut comme expliquant et illustrant philosophiquement et éthiquement les principes de la fraternité du Khalsa. Il fait partie de ces livres peu nombreux qui ont aidé les sikhs à survivre aux guerres dont ils ont été les victimes comme la colonisation britannique. Le nom plus érudit de ce livre est: Gur Ratan Mal, qui se traduit par: Une Chaîne de pierres précieuses du Guru.